# René Savary
René Savary (Oberriet, 12 de outubro de 1949) é um ex-ciclista suíço. Savary competiu nos Jogos Olímpicos de Verão de 1972 em Munique, onde foi integrante da equipe suíça de ciclismo que terminou em quinto lugar na prova de perseguição por equipes de 4 km em pista.